# Евдокимов, Николай Михайлович
Николай Михайлович Евдокимов (4 января 1927 — 7 февраля 1993) — комбайнёр колхоза «Красный Донец» Котельниковского района Волгоградской области, Герой Социалистического Труда (19 апреля 1967).

## Биография
Родился 4 января 1927 года в хуторе Нагольный 2-го Донского округа Сталинградской губернии (сейчас — Котельниковский район Волгоградской области). После окончания школы (1945) работал в родном колхозе «Красный Донец» прицепщиком и помощником комбайнера.
Отслужив в Советской Армии (1949—1953), работал шофёром в МТС, затем механизатором, комбайнёром, бригадиром тракторной бригады в том же колхозе «Красный Донец» Котельниковского района.
В 1966 году намолотил 1200 тонн зерна, получив рекордный результат по Волгоградской области.
Указом Президиума Верховного Совета СССР от 19 апреля 1967 года за достигнутые успехи в увеличении производства и заготовок зерна в 1966 году присвоено звание Героя Социалистического Труда с вручением ордена Ленина и золотой медали «Серп и Молот».
С 1973 г. руководитель семейного звена из 4 комбайнеров: он, два его сына и дочь.
Отработал на уборке зерновых 33 сезона (последние из них - на лафетной жатке, скашивал зерновые в валки).
С 1987 г. на пенсии.
Избирался делегатом XXIV съезда КПСС (1971) и 3-го Всесоюзного съезда колхозников (1969).
Жил в хуторе Нагольный. Умер 7 февраля 1993 года.
Награждён Большой золотой и Большой серебряной медалями ВДНХ.